# Coupe de Championnat 1895-1896
La Coupe de Championnat 1895-1896 è stata la prima edizione della massima serie del campionato belga di calcio disputata tra il 10 novembre 1895 e il 3 maggio 1896 e conclusa con la vittoria del RFC de Liège, al suo primo titolo.
Capocannoniere del torneo fu Samuel Hickson.

## Formula
Le squadre partecipanti alla prima edizione del campionato furono sette e disputarono un girone di andata e ritorno per un totale di 12 partite.
Le ultime due classificate furono retrocesse a fronte di un'unica promozione per portare a sei il numero dei team nella stagione successiva.

## Squadre
| Squadra                     | Città     | Stadio | Matricola |
| --------------------------- | --------- | ------ | --------- |
| RFC de Liège                | Liegi     |        | 4         |
| Royal Antwerp Football Club | Anversa   |        | 1         |
| Sporting Club de Bruxelles  | Bruxelles |        | N/A       |
| Léopold Club de Bruxelles   | Bruxelles |        | 5         |
| Racing Club Bruxelles       | Bruxelles |        | 6         |
| FC Bruges                   | Bruges    |        | 3         |
| Union FC d'Ixelles          | Ixelles   |        | N/A       |

## Classifica finale
|                   | Pos. | Squadra                     | Pt | G  | V | N | P  | GF | GS | DR  |
| ----------------- | ---- | --------------------------- | -- | -- | - | - | -- | -- | -- | --- |
| Belgio (bandiera) | 1.   | RFC de Liège                | 20 | 12 | 9 | 2 | 1  | 32 | 11 | +21 |
|                   | 2.   | Royal Antwerp Football Club | 14 | 12 | 7 | 0 | 5  | 33 | 13 | +20 |
|                   | 3.   | Sporting Club de Bruxelles  | 13 | 12 | 6 | 1 | 5  | 31 | 29 | +2  |
|                   | 4.   | Léopold Club de Bruxelles   | 12 | 12 | 6 | 0 | 6  | 31 | 29 | +2  |
|                   | 5.   | Racing Club Bruxelles       | 12 | 12 | 6 | 0 | 6  | 32 | 31 | +1  |
|                   | 6.   | FC Bruges                   | 11 | 12 | 5 | 1 | 6  | 22 | 21 | +1  |
|                   | 7.   | Union FC d'Ixelles          | 2  | 12 | 1 | 0 | 11 | 5  | 51 | -46 |

Legenda:

      Campione del Belgio
      Retrocesso in Promoción
Note:

Due punti a vittoria, uno a pareggio, zero a sconfitta.

### Verdetti
- RFC de Liège campione del Belgio 1895-96.
- FC Bruges e Union FC d'Ixelles retrocesse in Promoción.